# 9 Batalion Dowodzenia
9 Batalion Dowodzenia (9 bdow) – oddział dowodzenia i łączności Wojsk Lądowych RP.
Pułk został sformowany w 1994, w Białobrzegach, w wyniku połączenia 9 Pułku Łączności (JW 4425) i 4 Kołobrzeskiego Pułku Zabezpieczenia Dowództwa Warszawskiego Okręgu Wojskowego.
15 sierpnia 1994 szef sztabu Warszawskiego OW gen. bryg. Tomaszewski wręczył dowódcy pułku sztandar ufundowany przez społeczeństwo i władze Radzymina.
Od chwili sformowania realizował zadania na rzecz Dowództwa Warszawskiego Okręgu Wojskowego (JW 2529). Od 1 stycznia 1999 wykonywał zadania na rzecz Dowództwa Wojsk Lądowych. Jednostka obchodziła swoje święto 28 października, w rocznicę utworzenia 1 Pułku Łączności w 1921, którego tradycje dziedziczyła.
Pułk był dyslokowany w dwóch garnizonach: Białobrzegi (dowództwo) i Skierniewice. Jego głównym zadaniem było rozwijanie i eksploatacja stacjonarno-polowych stanowisk dowodzenia i organizacji systemu łączności na rzecz Dowództwa Wojsk Lądowych.
W 2007 pułk został przeformowany w 9 batalion łączności.
Rozkazem Dowódcy Garnizonu Warszawa nr Z-35/2012 z 23 października 2012 roku 9 batalion łączności z dniem 1 stycznia 2013 roku został przeformowany w 9 batalion dowodzenia i włączony w podporządkowanie dowódcy 15 Brygady Wsparcia Dowodzenia.
Z dniem 1 marca 2014 9 bdow podporządkowany został dowódcy 9 Brygady Wsparcia Dowodzenia Dowództwa Generalnego RSZ.
Z dniem 30 października 2017 9 bdow podporządkowany został dowódcy 16 Pomorskiej Dywizji Zmechanizowanej.

Insygnia
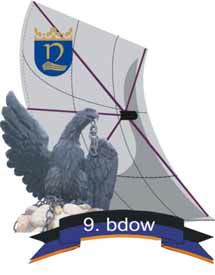
Odznaka pamiątkowa (2013)
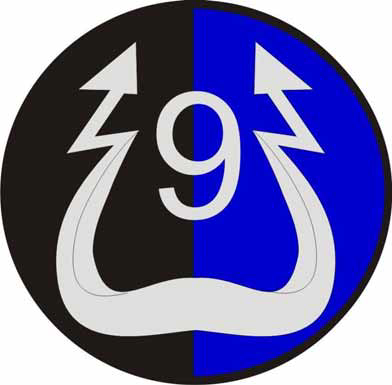
Oznaka rozpoznawcza na mundur wyjściowy (2013)
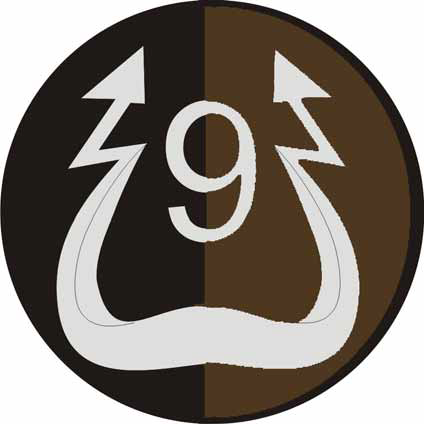
Oznaka rozpoznawcza na mundur polowy (2013)
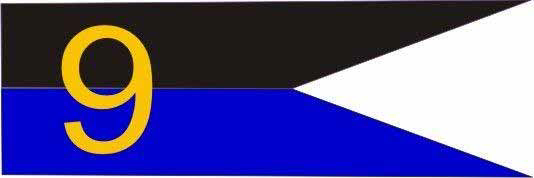
Proporczyk na beret (2013)